# Meehaniet
Meehaniet is een type gietijzer, dat geproduceerd wordt door aan het smeltbad calciumsilicide (CaSi2) toe te voegen, waardoor een fijne en regelmatige verdeling van de koolstof in het gietijzer wordt verkregen. Hierdoor wordt bij bepaalde temperaturen een grotere sterkte en een goede weerstand tegen kruip (blijvende vervorming) verkregen.
Bij deze methode wordt het gesmolten ijzer tot iets beneden het smeltpunt afgekoeld, waarna door de toevoeging van het calciumsilicide het ijzer stolt. Hierdoor krijgt de koolstof de gelegenheid om bolvormig (nodulair) neer te slaan.

## Relevante patenten
US patent 1790552, verleend aan Augustus F. Meehan in januari 1931, is het oorspronkelijke patent op het productieproces.